# Storkau (Südliches Anhalt)
Storkau ist ein Ortsteil in der Ortschaft Reupzig der Stadt Südliches Anhalt im Landkreis Anhalt-Bitterfeld in Sachsen-Anhalt. Storkau gehörte bis zum 31. Dezember 2009 zur Gemeinde Reupzig. Diese schloss sich am 1. Januar 2010 mit 17 anderen Gemeinden zur Stadt Südliches Anhalt zusammen.

## Geografie und Verkehrsanbindung
Der Rundling liegt nordöstlich von Reupzig an der Landesstraße 136. Die B 183 verläuft westlich.

## Geschichte
Am 20. Juli 1950 wurde die bis dahin eigenständige Gemeinde Friedrichsdorf nach Storkau eingemeindet.

## Sehenswürdigkeiten
- Siehe Liste der Kulturdenkmale in Südliches Anhalt#Storkau